# USB風扇

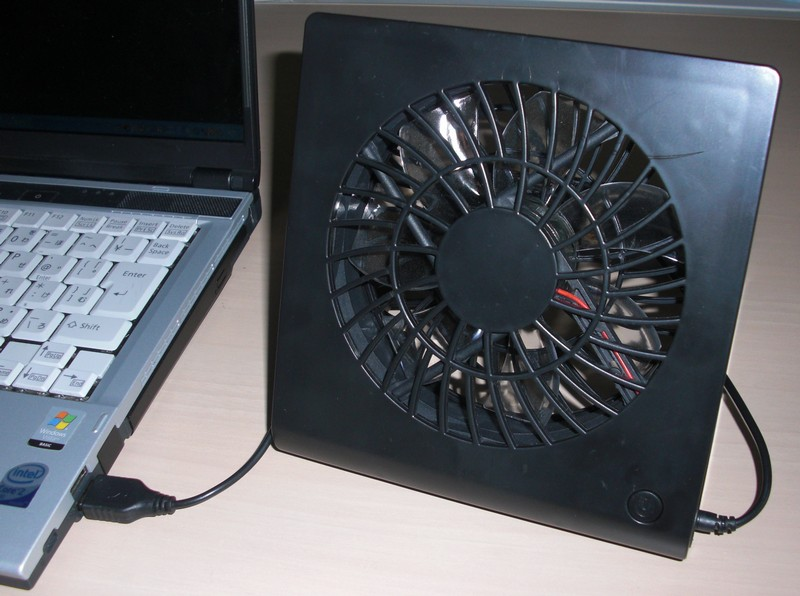
USB風扇的例子

USB风扇是指能以USB接口供電的桌上小型风扇。個人電腦的USB接口能夠向外部设备供電，故此其亦可把電力供應到小型风扇當中。

## 概論
USB风扇的價格一般很低，且其輕便易攜帶、只佔书桌很少空間、可用電腦供電——這些都使之得以普及。USB风扇除了可供人清涼解暑外，還可以用於為電腦降溫。
不過其亦有着不少缺點。它們因為以USB接口供電，所以風量相對較少。且它們一般並不像以插頭供電的风扇般，能夠左右旋轉。同樣，由於它們的設計比起以插頭供電的风扇簡約，所以其电动机所發出的噪音也可能較高。
除了噪音之外，人們亦會因為其他理由而對USB风扇反感——它會使體臭者的臭味擴散至四周、用家周圍的怕冷者感到不適。一些公司會因為信息安全、節省電力等理由，而禁止員工把USB綫或USB风扇帶回去。不過與客廳用風扇相比，USB风扇相對較省電。後者最大電力消耗為2.5瓦，有關數字仍客廳用風扇的10%以下。

## 歴史
根據Impress Watch的說法，E-lets公司（イーレッツ株式会社）於2001年發明了世上首部USB風扇。該部USB風扇由玩具風扇改裝而成。該一產品有着很多缺點，比如它會發出很大噪音、沒有左右旋轉功能。
到了2006年左右，大型製造商已經會生產出20種以上的USB风扇。但當時的USB风扇多會內置乾電池插槽，並在此之上加入USB介面供電功能，因此其體積比現在的USB風扇要大。
踏入2010年代後，USB風扇大多去掉了乾電池插槽，變成只以USB介面供電的設計。此外製作商亦製造出能夠左右旋轉、風量較大、噪音較低的USB風扇。

## 圖片

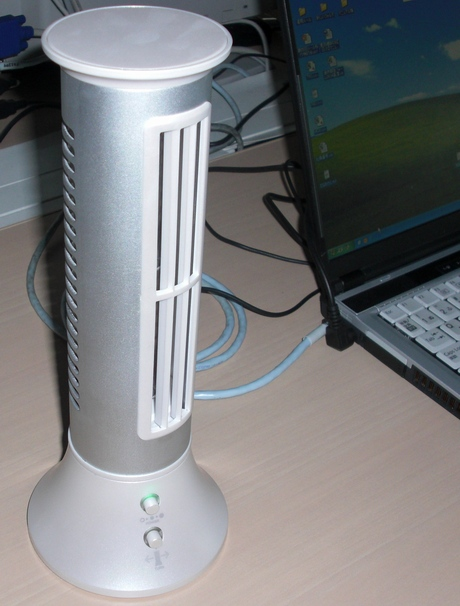
能夠左右旋轉的USB風扇
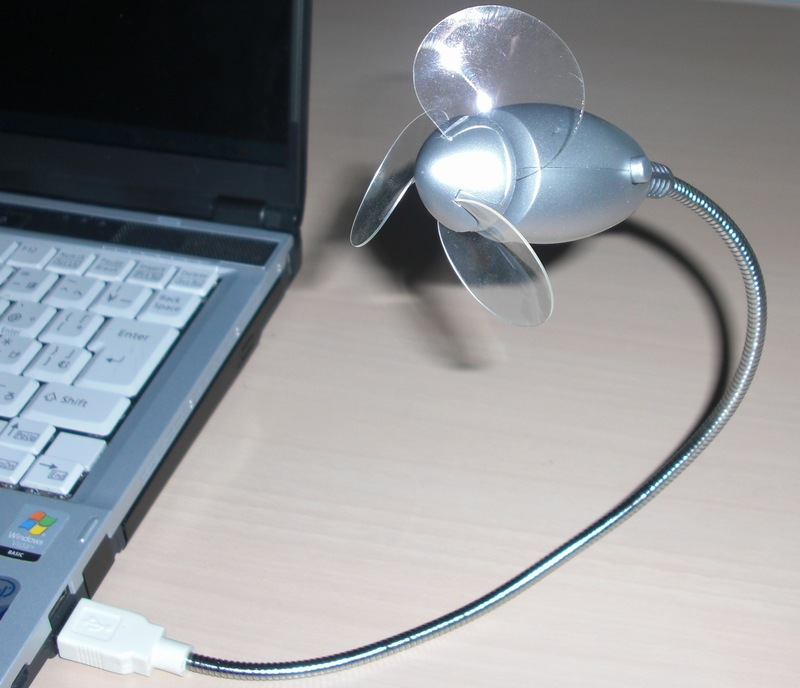
設計上較簡約的USB風扇